# Carolina Barco
María Carolina Barco Isakson, född 1951, är en colombiansk-amerikansk diplomat och politiker. Hon var ambassadör för Colombia i USA mellan 2006 och 2010 och utrikesminister mellan 2002 och 2007. Hon växte upp i Boston och hennes far är Virgilio Barco Vargas, Colombias 27:de president, och hennes svensk-amerikanska mor är Carolina Isakson Proctor.